# Montoy-Flanville
Montoy-Flanville és un municipi francès, situat al departament del Mosel·la i a la regió del Gran Est. L'any 2007 tenia 1.182 habitants.

## Demografia

### Població
El 2007 la població de fet de Montoy-Flanville era de 1.182 persones. Hi havia 420 famílies, de les quals 63 eren unipersonals (16 homes vivint sols i 47 dones vivint soles), 139 parelles sense fills, 198 parelles amb fills i 20 famílies monoparentals amb fills.
La població ha evolucionat segons el següent gràfic:
Habitants censats

### Habitatges
El 2007 hi havia 431 habitatges, 422 eren l'habitatge principal de la família i 9 estaven desocupats. 374 eren cases i 56 eren apartaments. Dels 422 habitatges principals, 365 estaven ocupats pels seus propietaris, 43 estaven llogats i ocupats pels llogaters i 14 estaven cedits a títol gratuït; 8 tenien una cambra, 2 en tenien dues, 23 en tenien tres, 69 en tenien quatre i 320 en tenien cinc o més. 378 habitatges disposaven pel capbaix d'una plaça de pàrquing. A 135 habitatges hi havia un automòbil i a 273 n'hi havia dos o més.

### Piràmide de població
La piràmide de població per edats i sexe el 2009 era:
| Homes | Edats   | Dones |
| ----- | ------- | ----- |
| 0     | 95 o +  | 0     |
| 0     | 90 a 94 | 0     |
| 0     | 85 a 89 | 4     |
| 0     | 80 a 84 | 0     |
| 0     | 75 a 79 | 4     |
| 4     | 70 a 74 | 4     |
| 20    | 65 a 69 | 16    |
| 36    | 60 a 64 | 36    |
| 28    | 55 a 59 | 16    |
| 44    | 50 a 54 | 56    |
| 60    | 45 a 49 | 48    |
| 60    | 40 a 44 | 68    |
| 60    | 35 a 39 | 48    |
| 32    | 30 a 34 | 56    |
| 20    | 25 a 29 | 16    |
| 44    | 20 a 24 | 52    |
| 52    | 15 a 19 | 28    |
| 32    | 10 a 14 | 60    |
| 60    | 5 a 9   | 40    |
| 64    | 0 a 4   | 20    |

## Economia
El 2007 la població en edat de treballar era de 841 persones, 617 eren actives i 224 eren inactives. De les 617 persones actives 582 estaven ocupades (318 homes i 264 dones) i 36 estaven aturades (15 homes i 21 dones). De les 224 persones inactives 72 estaven jubilades, 83 estaven estudiant i 69 estaven classificades com a «altres inactius».

### Ingressos
El 2009 a Montoy-Flanville hi havia 419 unitats fiscals que integraven 1.155 persones, la mediana anual d'ingressos fiscals per persona era de 22.444 €.

### Activitats econòmiques
Dels 63 establiments que hi havia el 2007, 1 era d'una empresa de fabricació de material elèctric, 1 d'una empresa de fabricació d'altres productes industrials, 13 d'empreses de construcció, 21 d'empreses de comerç i reparació d'automòbils, 1 d'una empresa de transport, 1 d'una empresa d'hostatgeria i restauració, 3 d'empreses d'informació i comunicació, 3 d'empreses financeres, 6 d'empreses immobiliàries, 9 d'empreses de serveis, 1 d'una entitat de l'administració pública i 3 d'empreses classificades com a «altres activitats de serveis».
Dels 14 establiments de servei als particulars que hi havia el 2009, 2 eren tallers de reparació d'automòbils i de material agrícola, 4 paletes, 2 guixaires pintors, 2 lampisteries, 2 electricistes, 1 empresa de construcció i 1 restaurant.
Dels 3 establiments comercials que hi havia el 2009, 1 era un supermercat, 1 una carnisseria i 1 una botiga de material de revestiment de parets i terra.
L'any 2000 a Montoy-Flanville hi havia 5 explotacions agrícoles.

## Equipaments sanitaris i escolars
El 2009 hi havia 1 escola maternal i 1 escola elemental.

## Poblacions més properes
El següent diagrama mostra les poblacions més properes.